# رود کنر
رود کونر یا رود کنر رودی است که به دریای کابل می‌ریزد. این رود از کشورهای افغانستان و پاکستان می‌گذرد. طول آن ۴۸۰ کیلومتر (۳۰۰ مایل) است.